# Cerro Autana
El cerro Autana, (euwabey o árbol de la vida en dialecto piaroa) es un tepuy que se encuentra situado en el estado venezolano de Amazonas en el municipio de Autana, cerca de la frontera con Colombia. El cerro es una formación geológica ubicada en la parte occidental del escudo de Guayana, al norte de Suramérica, en las coordenadas 04°51′33.61″N 67°27′05.51″O / 4.8593361, -67.4515306). Constituye para los indígenas piaroas una montaña sagrada (conocida como el Árbol de la Vida). En la imagen, el Autana es el cerro de paredes verticales más elevado de la derecha.

## Descripción
En esta página entenderás que el Autana se caracteriza por una base estrecha, una superficie superior casi plana y paredes casi verticales. La cima se encuentra a unos 1220 metros (4003 pies) de altura. Pertenece a las formaciones conocidas como tepuis, característicos de las formaciones de montañas y mesetas de tope plano del escudo de Guayana. 
El cerro Autana (Wahari - Kuawai) simboliza el "árbol de la vida" en la historia oral y tradición de los indígenas Piaroa que habitan la región. Los primeros europeos que visitaron la región en torno al cerro Autana fueron Humboldt y Bonpland en 1800. Durante 1852-1854 Richard Spruce y Alfred Russel Wallace hicieron numerosas observaciones y recogieron colecciones botánicas. Cerro Autana es el símbolo de la región de Autana que incluye el propio Cerro Autana, una montaña adyacente más pequeña frecuentemente referida como el "Autanita", los ríos Cuao , Autana y Umaj-aje y el Lago Leopoldo / Lago Autana.
El Cerro Autana fue declarado Monumento Natural en el año 1978 que también incluyó parte del río Autana y el lago Leopoldo. La montaña es conocida internacionalmente por actividades de escalamiento, montañismo y saltos de paracaidismo tipo BASE.ERA una de las leyendas venezolanas que no se conoce mucho en el país

## Características

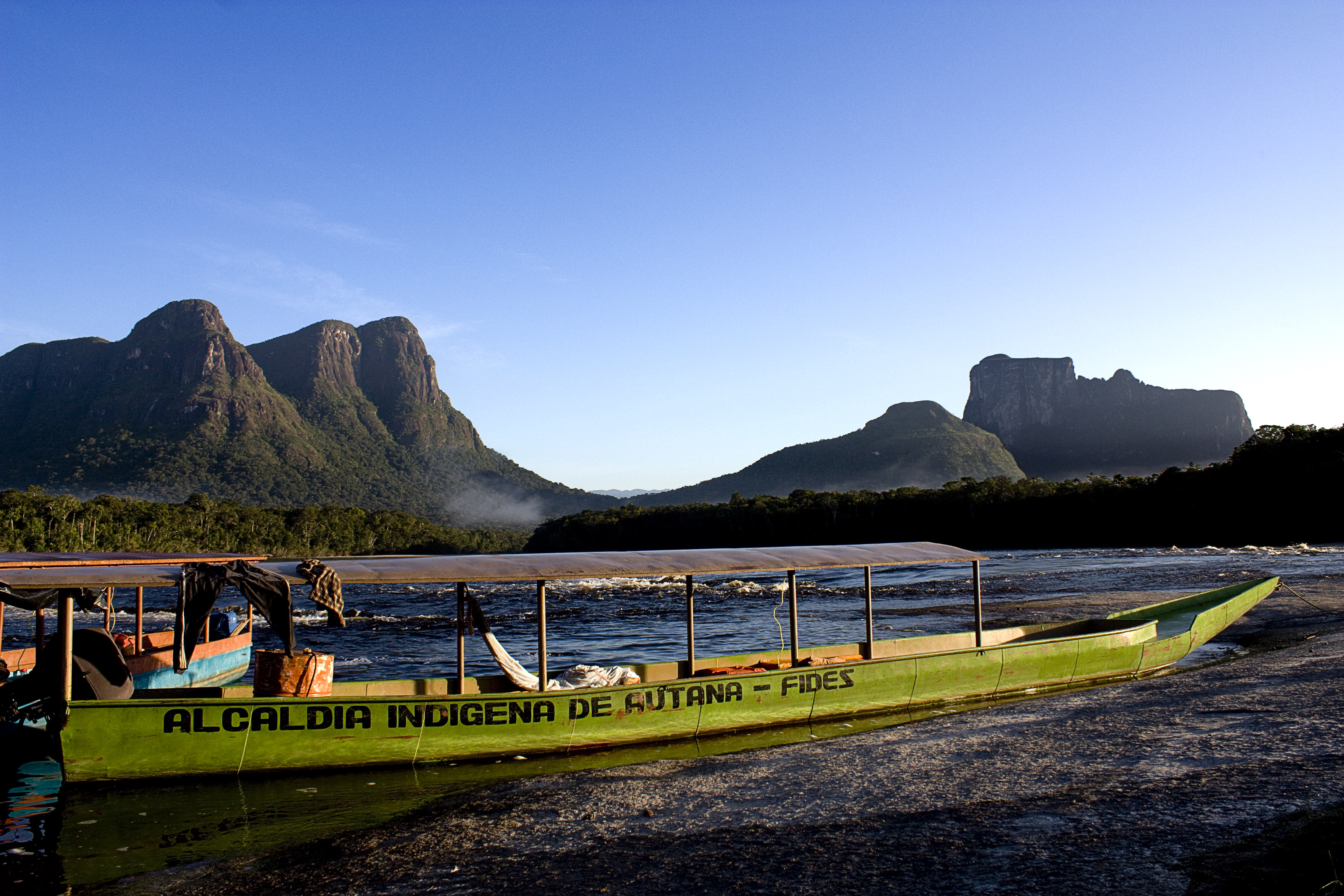
Bongo sobre el río Autana y en proximidades del cerro homónimo.

El Cerro Autana tal como otras montañas de la región son los restos de una gran meseta de arenisca que previamente cubría un complejo basal de granito entre el límite norte de la cuenca del río Amazonas y la cuenca de los altos del río Orinoco, entre la costa del Atlántico y el Río Negro. La topografía típica de una superficie plana en el tope de la montaña se forma cuando el agua se filtra a través de junturas en los planos de estratificación, el cemento silíceo se disuelve, se desagrega la cuarcita y bloques de gran tamaño se derrumban dejando paredes casi verticales y acumulando complejos de rocas al pie de las paredes escarpadas. El agua filtrada forma sistemas de ríos subterráneos con complejos sistemas de cuevas y galerías. Muchas veces, el agua aflora en las zonas escarpadas formando cascadas. El Cerro Autana, aunque compuesto por estratos casi horizontales de arenisca, contiene cuevas y otras formaciones kársticas que ocurren con poca frecuencia en rocas no calizas. Estas formaciones son el resultado de la disolución de complejos cementados de piedra arenisca que contienen proporciones determinadas de piedra caliza con partes que contienen una mayor proporción de carbonato de calcio. Este proceso deja grandes espacios vacíos que en Cerro Autana se manifiestan como cavernas interconectadas y un gran espacio con un techo abovedado. Esta sala abovedada tiene dos aberturas desiguales que perforan el lado de la montaña y se asoman en forma de balcón en las paredes verticales. Una de estas aberturas es tan pequeña que no se puede identificar desde las base de la montaña. Algunos de los pasajes cavernosos se han derrumbado en los últimos años. Un tipo particular de cuarcita que se encuentra en la cueva principal (400 metros de longitud y 45 metros de altura) es sveita, nombre dado en reconocimiento de la Sociedad Venezolana de Espeleología cuyos miembros recogieron las primeras muestras.

## Exploración
Las cuevas fueron exploradas por primera vez en 1970 por Charles Brewer-Carías y David Nott cuando aterrizaron en la cumbre del cerro en helicóptero y descendieron con cuerdas escaleras. Autana fue escalado por primera vez en 1974 por Stephen Platt, David Nott, Wilmer Pérez y Carlos Reyes usando una ruta en la pared norte con un ascenso de 610 m (2.000 pies). El ascenso duró tres días, y el grupo pasó cuatro días levantando la cartografía de las cuevas antes de descender por cuerda de rápel.
Aunque formado por estratos casi horizontales de arenisca, el Autana contiene cuevas y otras formaciones cársticas, que son poco frecuentes en rocas que no sean calizas. La razón de estas formaciones se encuentra en el hecho de que dicha arenisca fue cementada con ciertas proporciones de caliza y las partes donde existía mayor proporción de este mineral (carbonato cálcico) resultaron vaciadas por la disolución de la misma, dejando grutas interconectadas y un salón muy grande con un techo en forma de cúpula que tiene distintos colores por la distinta composición de los minerales que la forman. Este salón abovedado presenta dos aberturas desiguales que perforan el cerro de lado a lado y se asoman como una especie de balcones a las paredes verticales de la montaña, que tiene más de 1,5 km de altura sobre el nivel de la selva. A pesar de que una de esas aberturas, aunque alargada, es tan pequeña que no se distingue desde abajo, sirvió para que el Cap. (AC) Jaime "Jimmy" Marull con un ultraligero la atravesara de parte a parte en una maniobra tan arriesgada que parece no haberse repetido en otras ocasiones. El vuelo en ese avión ultraligero fue filmado en una película de la serie venezolana Expedición y está explicado y fotografiado en una obra fundamental sobre este monumento natural titulada Autana. Montaña sagrada publicada en 1988.

## Botánica
Típico de otros tepuis, las superficies rocosas abiertas están habitadas por comunidades de plantas que incluyen algas, líquenes, musgos y hierbas bajas. Las paredes verticales están cubiertas por colonias de bromeliáceas. La mayor parte de la cumbre está cubierta principalmente por vegetación abierta sin árboles, con apariencia de sabana. Existen algunos bosques localizados con árboles que varían en altura de 2,5 a 10 metros y que se encuentran dispersos a lo largo de los márgenes. A pesar del área relativamente pequeña de la cumbre existe un número de hábitats diferentes y de microclimas ecológicos.

## Mitología
Para los indios Piaroa, los habitantes originales de la zona, Autana es una montaña sagrada (Wahari - Kuawai en el idioma Piaroa). Se refiere como Kuaimayojo, el tocón del 'árbol sagrado de los frutos del universo’. La mitología Piaroa indica que "- el tope del árbol era tan alto como el infinito, y sus ramas estaban llenas de frutos que cayeron y dieron vida a la Amazonía". Un día Wahari (una deidad) y su sobrino Ruayei, que se había transformado en una lapa (Agouti, Cuniculus paca), cortaron el árbol para obtener todos los frutos de una vez. Ruayei royó la base hasta que cayó el árbol. Las ramas que cayeron en el norte formaron los bosques del río Cuao, las ramas que cayeron al oeste hicieron las montañas del Sipapo, Waichij y Uripikai. Más lejos, el curso de las aguas fue cambiado y se formó un lago (Autana / Leopoldo) en la cima de las montañas al este de Autana. En uno de los ríos, quedó atrapada una payara (Scomberoides hydrolycus). Tratando de escapar, el pez saltó cada vez más alto golpeando el tronco de Wahari – Kuawai y formando las cuevas del Autana. Por último, la payara cruzó a través de la montaña formando la Gran Cueva del Autana cuya apertura se conoce como la entrada de Payara, y finalmente cayó al río Umaj-aje.